# マーニーと魔法の書
『マーニーと魔法の書』（原題：Shoebox ZOO）は、2004年9月より、スコットランドBBCの子供専用チャンネルCBBCで放送されたドラマ。ジャンルはファンタジー。イギリスとカナダの合作。
本国では第2シーズンまで放送されたが、日本ではNHK教育テレビにおいて、2006年4月3日から6月25日まで、1シーズン分にあたる13話分のみが放送された。時刻は火曜日の19時25分～19時50分。また、『マーニーと魔法の動物園』の題でDVD化もされている。

## 特色
放送は子ども向けチャンネルだったが、脇を固めるキャストの渋さ、丁寧な作りから大人のファンも多い。

## ストーリー
アメリカで育った孤児の少女・マーニー。ある日、誕生日に訪れた骨董店で不思議な男から古い靴箱を受け取る。中には動物のおもちゃが入っていた。そのおもちゃがある日突然動き出す。そして、マーニーは流されるまま、魔法の国へと旅立つことになる。

## 主な登場人物
マーニー・マクブライド
（ビビアン・エンディコット・ダグラス）（日本語吹き替え：本名陽子）
本番組主人公。11歳。
少し前に母を亡くし、父の故郷であるエディンバラに引っ越してきた。
誕生日に、父といっしょに入った骨董品店で謎の男から4頭のおもちゃの動物が入った箱をもらう。その出会いから、不思議な魔法の世界に導かれる。
男子生徒にからかわれたりすることもあったが、負けずに言い返している。
ロス・マクブライド
（ジェイソン・コネリー）（日本語吹き替え：滝知史）
マーニーの父親。
母を亡くし、生活環境もがらりと変化した娘をいつも気遣っている。
ローズマリー・マクブライド
今は亡きマーニーの母親。
マイケル・スコット
（ピーター・マラン）（日本語吹き替え：麦人）
骨董品店でマーニーが出会った謎の男。
その正体は、魔法の書の作り主であり持ち主である大魔法使い。
J・R・トレド
（トニー・ドナルドソン）（日本語吹き替え：家中宏）
優雅で高貴な雰囲気を持つシェイプシフターの不思議な男。
マーニーの持つ魔法の書を奪おうと狙っている。
大魔法使いスコットの手により作り出された存在。最期はニセの魔法の書に魂を吸い込まれ封印された。
マクタガート
（デイヴィッド・マッケイ）（日本語吹き替え：世田壱恵）
トレドに仕える男。
その正体は、魔法の書を見守り続ける命を帯びたスコットに仕える男。魔法の書の力が消えぬ限り存在し続ける。
トレド封印後はスコットの下にいる。
ウルフガング・スコット
（サイモン・キャロウ）（日本語吹き替え：小川隆市）
狼のおもちゃ。姿の通り、一匹狼。
その正体はマイケル・スコットの息子であり弟子であった人間。あることが原因で姿をおもちゃに変えられた。
エドウィン
（リック・メイヨール）（日本語吹き替え：伊藤昌一）
鷲のおもちゃ。正義感が強く威勢がいい。
元はスコットの弟子であった人間で、スコットにより鷲のおもちゃに姿を変えられた。
ブルーノ
（アラン・カミング）（日本語吹き替え：木村雅史）
熊のおもちゃ。力持ちで優しいが気が弱い。
元はスコットの弟子であった人間で、スコットによりおもちゃに姿を変えられた。
エルサ
（シボーン・レドモンド）（日本語吹き替え：片岡身江）
蛇のおもちゃ。少し嘘つきで意地が悪いが感はいい。
元はスコットの弟子であった人間で、スコットによりおもちゃに姿を変えられた。
ローラ
（クリスティーナ・コアテス）（日本語吹き替え：三ッ木勇気）
マーニーの同級生。
マーニーが転校してから初めて出来た友達。
ジョン・ロバーツ
（マキシ・モファット）（日本語吹き替え：立花慎之介）
マーニーの同級生。
手品や音楽が得意な美少年だが、イタズラ好きで何やら怪しい雰囲気を持っている。
その正体は、トレドの変身した仮の姿。
ドギー
（ファーガス・ニンモ）（日本語吹き替え：野崎高志）
マーニーの同級生。
ヤンチャなイジメっ子で、転校初日のマニーをからかうも助けに入ったジョンに催眠術を掛けられ以降は彼の手下になった。
ジョンが去った後は経緯は不明だが改心しマニーの友人となった。その改心ぶりはイタズラをしたスチュアートを咎める程。
スチュアート
（ショーン・ジョセフ・ヤング）（日本語吹き替え：木村拓）
マーニーの同級生。
ドギーとつるみ彼と同じくヤンチャなイジメっ子で、転校初日のマニーをからかうも助けに入ったジョンに催眠術を掛けられ以降は彼の手下になった。
ドギーとは違いジョンが去った後もマーニーをからかったりしている。
マッカイ
（フランシズ・ロー）（日本語吹き替え：市川奈央子）
マーニーのクラスの担任。
厳格な性格の持ち主。
アーノット
（ドロシー・ダフィー）
マーニーの学校の先生。
美術担当。
カサマニー
（サンジーバ・コーリ）（日本語吹き替え：上別府仁資）
マーニーの学校の校長。
厳格な部分もあるが比較的温厚な性格の持ち主。
ジョアンナ・ロバートソン
（カースティ・エルキン）（日本語吹き替え：小日向みわ）
ジョンに次ぐトレドの変身した仮の姿。役割は児童精神科医の女医。